# Parc Zoològic de Ljubljana

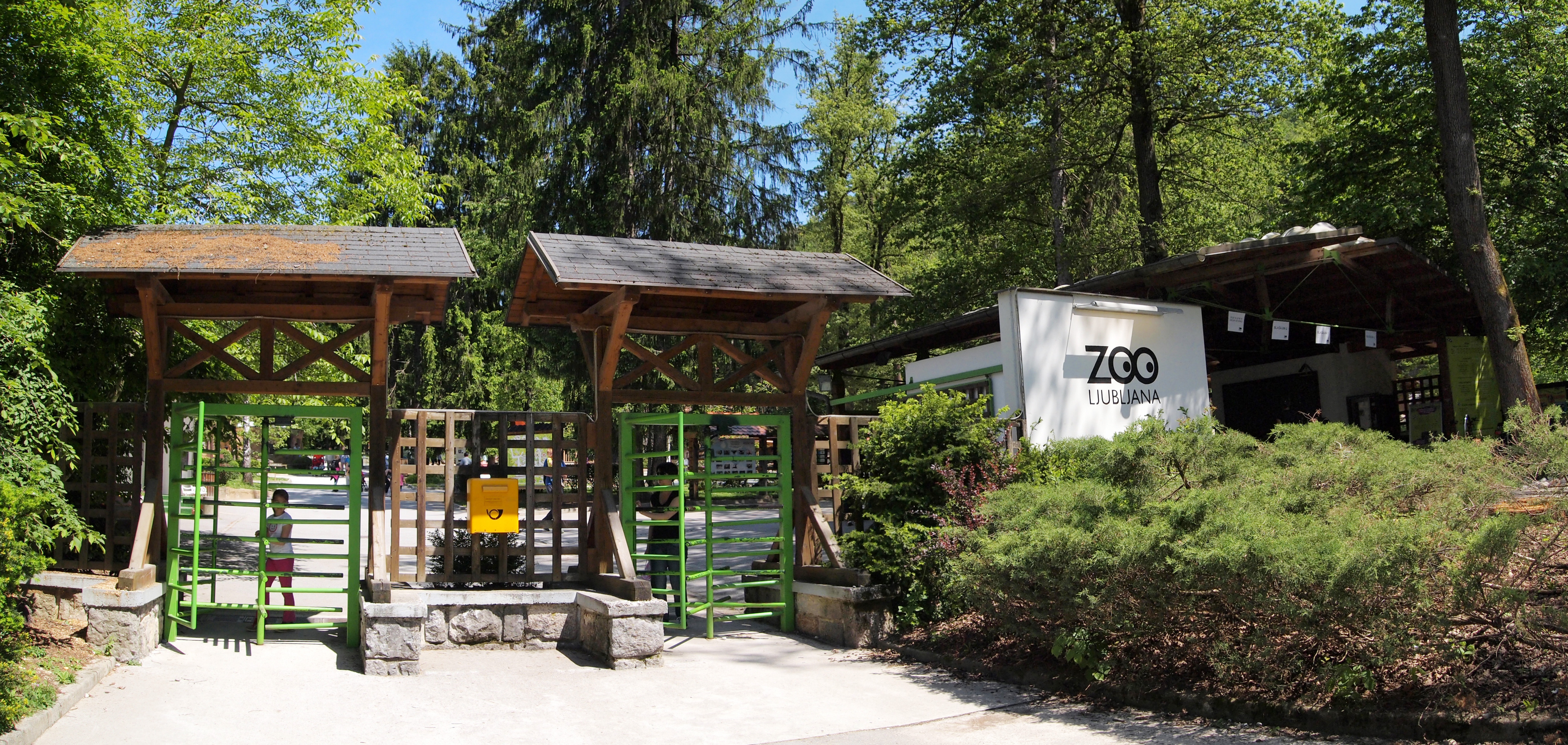
Accessos de sortida del Zoo de Ljubljana

El Parc Zoològic de Ljubljana o Zoo de Ljubljana (en eslovè, Živalski vrt Ljubljana) és un parc zoològic de 19,6 hectàrees localitzat a la ciutat de Ljubljana, la capital d'Eslovènia. Es va inaugurar l'any 1949.
El zoològic està situat en el vessant sud del turó de Rožnik, en un entorn natural de boscos i prats; es troba a uns 20 minuts en vehicle des del centre de la ciutat. Des del punt de vista ecològic, la zona és notable, ja que es troba en la intersecció dels hàbitats alpí, pannònic, mediterrani i dinàric. Compta amb 119 espècies i un total de 500 animals. El parc és un dels pocs zoològics en el món en comptar amb un dels últims lleons de l'Atles (Panthera leo leo), que avui està extint fora dels zoològics.
El zoològic Ljubljana es va obrir el 10 de març de 1949 per iniciativa del consell de la ciutat de Ljubljana. Inicialment va estar situat en el Districte Central i el 1951 va ser traslladat a la seva ubicació actual. El 2008 es va anunciar la realització d'una renovació total del zoològic que s'ha completat el 2016. El 2009 una colònia de saimiris (mona esquirol) va arribar al seu nou recinte. En el mateix any van arribar noves alpaques i pandes vermells. A finals del 2009 va començar la construcció d'un nou recinte per lleons marins i per al 2013 el zoològic va albergar 3 lleons marins de Califòrnia. El 2010 tots dos tigres siberians van morir de vells. Des de 1996 també es van incorporar dos lleons (Panthera leo), un mascle i una femella, provinents del zoològic de Karlsruhe. El mascle va morir arran d'una operació ortopèdica el 2011 i la femella va morir de càncer el 2013.